# Dianema urostriatum
Dianema urostriatum es una especie de pez de la familia Callichthyidae en el orden de los Siluriformes.

## Morfología
• Los machos pueden llegar alcanzar los 8,4 cm de longitud total.

## Hábitat
Es un pez de agua dulce y de clima tropical (25 °C-28 °C ).

## Distribución geográfica
Se encuentran en Sudamérica:  cuenca del río Amazonas.